# Nucleosíntesi primordial
En cosmologia, la nucleosíntesi primordial és el breu període després del big-bang durant el qual es van formar determinats elements lleugers.
En aquest període, la temperatura de l'Univers primigeni permeté la formació de determinats elements: l'hidrogen (H), el deuteri (D), els isòtops ³He, 4He i 7Li). La sorprenent coincidència entre els valors predits i les abundàncies d'aquests elements inferides a partir de les observacions es pot considerar un complet èxit de la teoria.
El model estàndard del big-bang assumeix l'existència de tres famílies de neutrins (associades a l'electró, el muó i el tau), així com un valor concret de la vida mitjana del neutró (una de les avaluacions més recents és τn = 886,7±1,9 s). En aquest context, els càlculs de nucleosíntesi primordial depenen principalment d'un sol paràmetre: la proporció entre el nombre de barions, i fotons en l'Univers, η.
Els primers estudis de nucleosíntesi primordial van començar amb els treballs de George Gamow, Ralph Alpher, i Robert Hermann als anys 40: consideraven l'Univers primigeni com un forn nuclear en el qual podia «cuinar-se» la totalitat de la taula periòdica dels elements, especulació incorrecta, però que els va dur a predir l'existència de la radiació de fons. Els càlculs esmentats parteixen de dues hipòtesis: la primera, que l'Univers homogeni i isòtrop es pot descriure mitjançant la teoria de la relativitat general, i la segona, que la temperatura de l'Univers en les seves fases inicials era prou elevada com per a presentar un estat d'equilibri estadístic nuclear entre les distintes espècies. Després de 10-4 segons, la temperatura era 1012 K (uns 100 MeV).
En l'era leptònica, l'Univers hauria estat una mescla de diferents partícules, en què la proporció aproximada entre barions i fotons era η = 10-10. En aquesta fase, el ritme d'expansió de l'Univers era major que les escales de temps de les diverses interaccions (electromagnètica, forta, o dèbil) i, per tant, les reaccions nuclears es produïen tant en un sentit, com a la inversa, i mantenien l'equilibri entre les espècies. Quan el ritme d'expansió és inferior a alguna interacció, es produeix el desacoblament. Als 0,1 segons l'Univers s'havia refredat fins a una temperatura T = 3·10¹⁰ K (uns 4 MeV). El temps característic de les interaccions dèbils és proporcional a T⁵ i, per tant, menys sensible als canvis de temperatura: els neutrins deixaren d'estar en equilibri, i es desacoblaren, i començaren a expandir-se adiabàticament a una temperatura inversament proporcional a la mida de l'Univers. Altres formes d'interacció dèbil com neutró + positró ↔ protó + antineutrí eren encara prou ràpides com per a mantenir un equilibri entre neutrons i protons. Alguns autors hi han suggerit escenaris alternatius.
L'existència d'heterogeneïtats hauria tingut una notable repercussió en la nucleosíntesi primordial. Passat 1 segon després del big-bang (T = 10 ¹⁰ K, 1 MeV), les reaccions que mantenien l'equilibri entre neutrons i protons es tornaren més lentes que l'expansió. La proporció n/p es "congelà" a l'entorn de 0,18. D'aquesta manera, el major contingut de protons donaria com a resultat l'abundància d'hidrogen i heli. Als 10 segons (T = 3·10⁹ k, 0,5 MeV), els fotons deixaren de ser prou energètics per crear parells electró-positró. Es produí una aniquilació que dona lloc a una proporció d'un electró per cada 1.000 milions de fotons. Va ser la fi de l'era leptònica, i donà lloc a l'era de la radiació, que durà fins passats 100.000 anys del big-bang, moment en què matèria i energia es desacoblaren, a uns 3.000 K, i produïren la radiació de fons, que a causa del desplaçament al roig, ara tenen una temperatura d'antena d'uns 2,7 K.
Durant l'era de la radiació, no es va poder produir deuteri, o nuclis més pesants, fins que la temperatura descendí a 9·108 K (0,1 MeV), uns 200 segons després de l'explosió. En aquest moment, la síntesi del deuteri es produí en quantitats apreciables i començà la nucleosíntesi primordial. El deuteri es combinà amb els protons: D+p↔³He. Poc després, la major part dels neutrons lliures s'integraren en 4He. Amb una proporció n/p = 0,15, lleugerament a la congelació la proporció d'hidrogen, i heli-4, és d'un 75%, i un 25% respectivament. Tal com anticiparen Enrico Fermi, i els seus col·laboradors, com que hi ha nuclis atòmics estables de massa atòmica A = 5, o A = 8, l'activitat nuclear pràcticament s'aturà en l'heli-4, a causa del fet que la combinació de les espècies més abundants: hidrogen, i heli-4 produeixen un nucli inestable de massa A = 5.

Taula periòdica que mostra l'origen cosmogènic de cada element. En blau, els elements formats entre un i poc més de mil segons després de l'origen de l'Univers.

La síntesi acaba cap als 1.000 segons després del big-bang, amb una temperatura de 3·108 K. Posteriorment, la desintegració del triti en heli-3, mentre els nuclis de massa A = 7 acabaren transformats en liti-7, produïren un univers compost majorment per hidrogen i heli-4; amb traces de deuteri, heli-3, i liti-7. La contribució del big-bang a la síntesi de liti-6, beril·li-9, bor-10, o bor-11, és purament marginal, amb comparació amb altres processos de síntesi. La resta d'elements de la taula periòdica haurien d'esperar a ser sintetitzats dins el si dels estels, autèntics forns nuclears.